# Susan Kiger
Susan Lynn Kiger (Pasadena (California), 16 de noviembre de 1953) es una modelo y actriz estadounidense. Fue fotografiada por Pompeo Posar y Ken Marcus. Además,  aparezca en la portada de Playboy tres veces: marzo de 1977, noviembre de 1977, abril de 1978.
Después de estar en Playboy,  protagonizó varias películas, incluyendo la comedia de sexo H.O.T.S. (1979) junto a la Playmate Pamela Bryant, Angels Brigade (1979), Seven (1979), The Happy Hooker Goes Hollywood (1980), Galaxina (1980) con la Playmate Dorothy Stratten, The Return (1980), y la película de terror Death Screams (1982).